# Kokusai Center (métro de Nagoya)
Kokusai Center (国際センター駅, Kokusai Sentaa-eki) est une station du métro de Nagoya sur la ligne Sakura-dōri dans l'arrondissement de Nakamura à Nagoya.

## Situation sur le réseau
La station Kokusai Center est située au point kilométrique (PK) 1,6 de la ligne Sakura-dōri.

## Histoire
La station a été inaugurée le 10 septembre 1989.

## Services aux voyageurs

### Accès et accueil
La station est ouverte tous les jours.

### Desserte

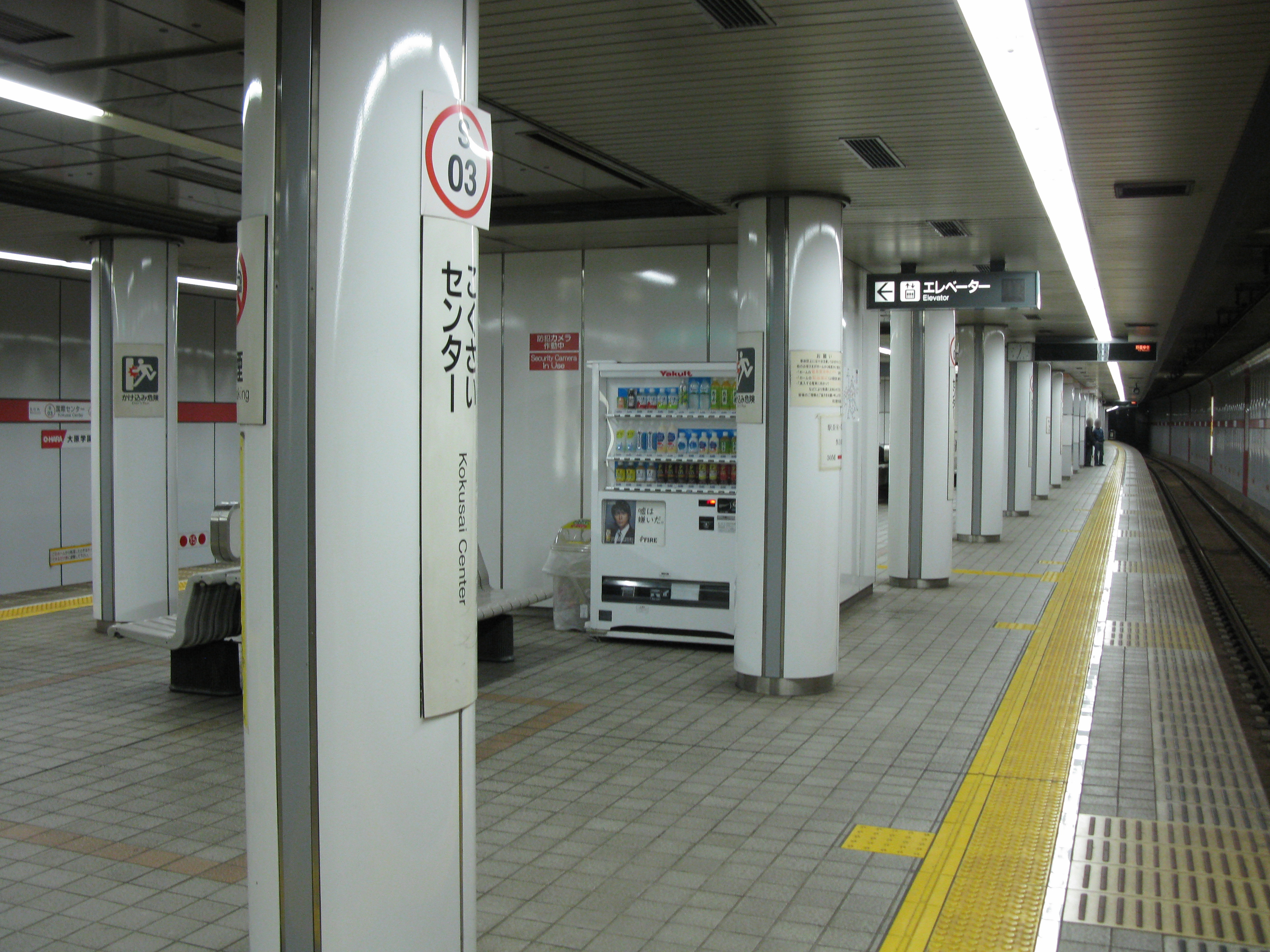
Vue du quai de la ligne Sakura-dōri

- Ligne Sakura-dōri :
  - voie 1 : direction Tokushige
  - voie 2 : direction Taiko-dori

### Intermodalité
La station est reliée à la gare de Nagoya par un long couloir de correspondance.